# 瓦利森特鎮區 (堪薩斯州塞奇威克縣)
瓦利森特鎮區（英語：Valley Center Township）為美國堪薩斯州塞奇威克縣轄下的鎮區。2010年美国人口普查中此鎮區人口有4,356人。

## 地理
瓦利森特鎮區涵蓋總面積為93.9平方（36.26平方英里），其中陸地面積為93.8平方（36.20平方英里），水域面積為0.16平方（0.06平方英里）或0.17%。海拔高度414（1,358英尺）。

## 人口統計
根據2010年美國人口普查，瓦利森特鎮區人口有4,356人，其中男性有2,196人，女性有2,160人，人口密度為每平方公里46.40人，住房計1,661戶。鎮區內的白人有4,049人，非裔美國人有47人，美洲原住民有45人，亞裔美國人有14人，太平洋島裔美國人有0人，其他種族有93人，混血種族則有108人。此外鎮區內有281人為西班牙裔或拉丁裔美國人。此鎮區之年齡中位數為35.4歲，而男性年齡中位數為34.1歲，女性年齡中位數為36.5歲。